# Frits Sieger
Frederik (Frits) Sieger (Amsterdam, 5 mei 1893 - Amsterdam, 28 april 1990) was een Nederlandse beeldhouwer.

## Leven en werk
Siegers vader was een stukadoor, die zich in zijn vrije tijd bezighield met houtsnijden. Frits Sieger volgde in zijn voetsporen en werd ook stukadoor. In de avonduren kreeg hij les van Wilhelm Rädecker aan de ambachtsschool en vervolgens aan de Teekenschool voor Kunstambachten. Van 1912 tot 1928 was hij leerling van onder anderen Jan Bronner aan de Rijksakademie van beeldende kunsten in Amsterdam. Hij leverde, net als Hildo Krop, versieringen voor de woningbouw van de Amsterdamse School. In de crisisjaren '30 startte Sieger een atelier voor de restauratie van wassen etalagepoppen. Hij exposeerde in 1935 met Albert Termote, Willem Valk en een aantal anderen in het Stedelijk Museum Amsterdam.
Sieger was lid van de Amsterdamse kunstenaarsvereniging De Onafhankelijken, maar was het er niet mee eens toen de vereniging zich tijdens de Tweede Wereldoorlog aansloot bij de Nederlandsche Kultuurkamer. Hij was actief in het verzet en werd twee keer gevangengenomen, maar beide keren wegens gebrek aan bewijs vrijgelaten. Na de oorlog legde hij zich toe op het maken van portretplaquettes. Later maakte hij meer vrijstaande sculpturen. Zijn bekendste werk is ongetwijfeld het oorlogsmonument De stenen man, dat hij maakte voor Kamp Amersfoort. Het beeld werd in mei 1953 onthuld door minister-president Willem Drees.

## Werken in de openbare ruimte (selectie)
- Borstbeeld P.C. Hooft (1947), Amsterdam
- Dr. F.M. Wibaut, kop van Floor Wibaut (1951), Henriëtte Ronnerplein, Amsterdam-Zuid
- De stenen man of Gevangene voor het vuurpeloton (1953) in Kamp Amersfoort, Leusden
- Dans van de vrede en welvaart (1956), Amsterdam Slotermeer
- Naaktfiguur (1957) in het Vondelpark, Amsterdam
- Esperantomonument (1966), Utrecht
- Zamenhof-monument (1966), Zwolle
- Gazelle (1968) bij de Gazellefabriek, Dieren[4]
- Woutertje Pieterse en Femke (1971) aan de Noordermarkt, Amsterdam

## Fotogalerij

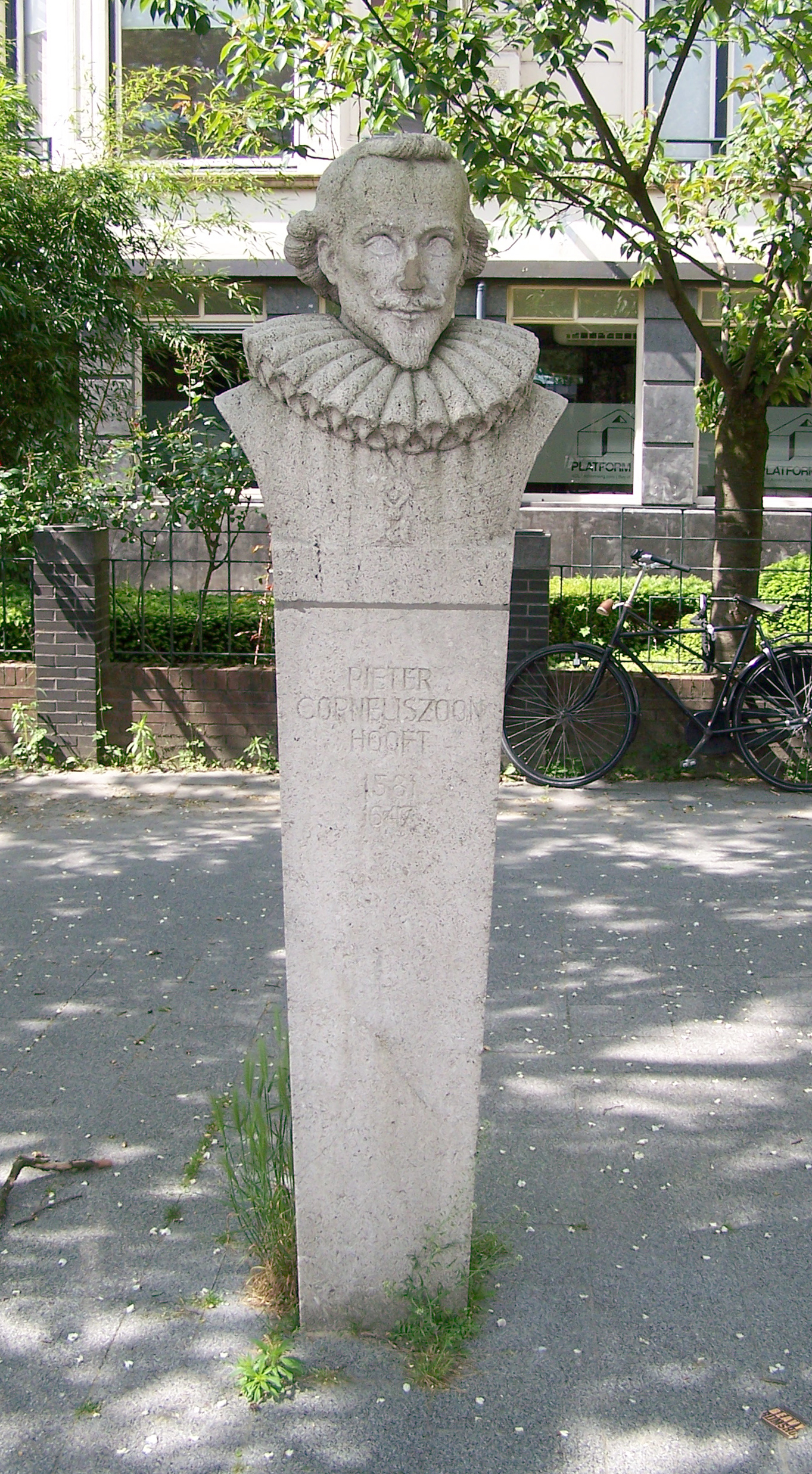
P.C. Hooft, Amsterdam
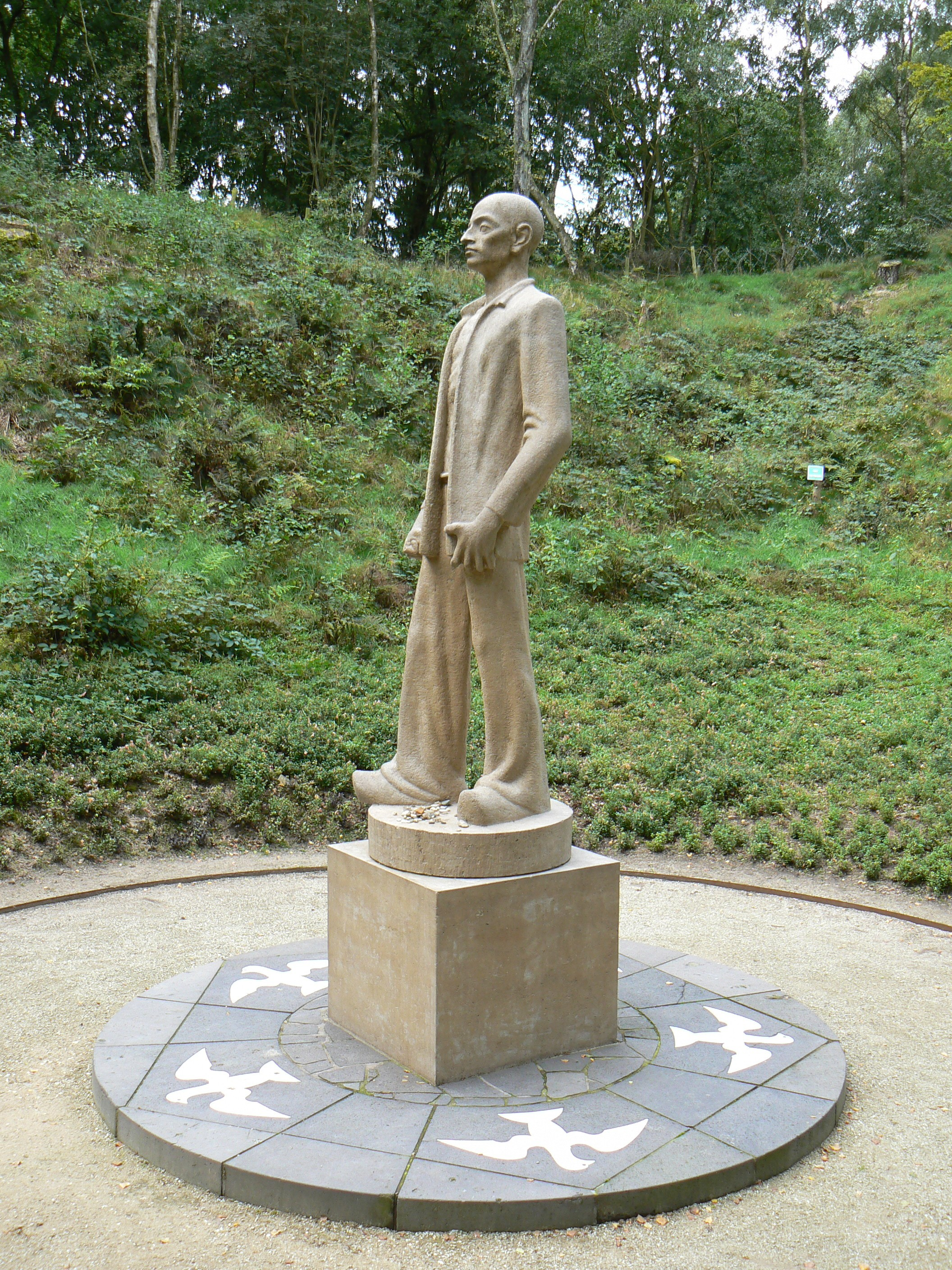
De stenen man, Kamp Amersfoort
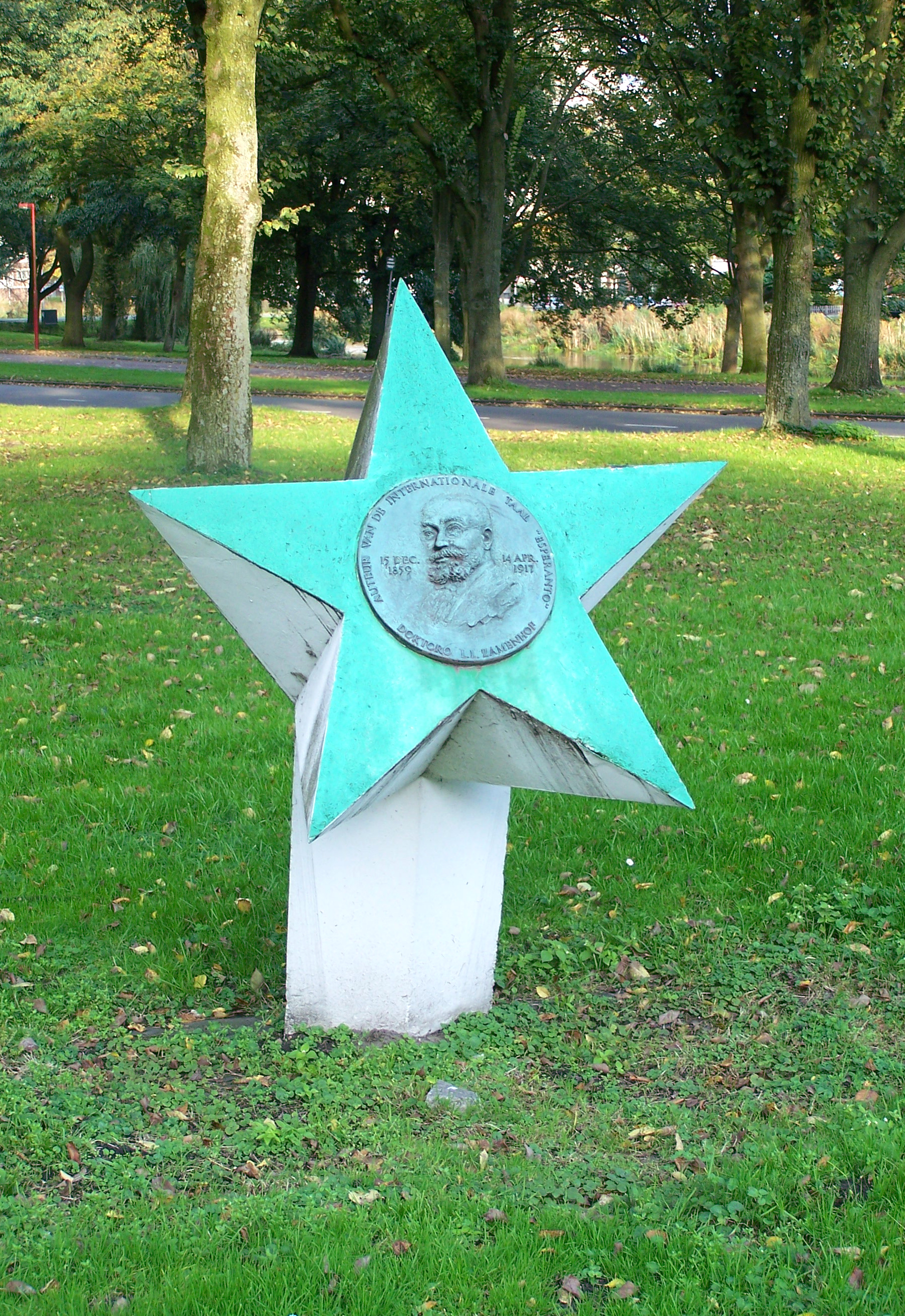
Esperantomonument, Utrecht
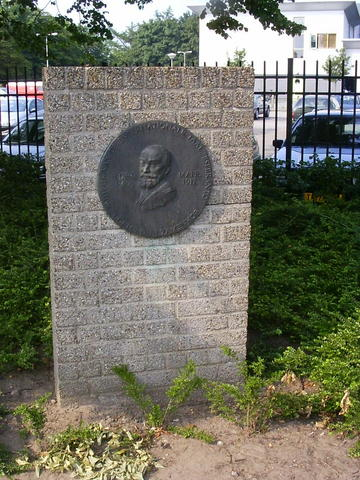
Zamenhofmonument, Zwolle
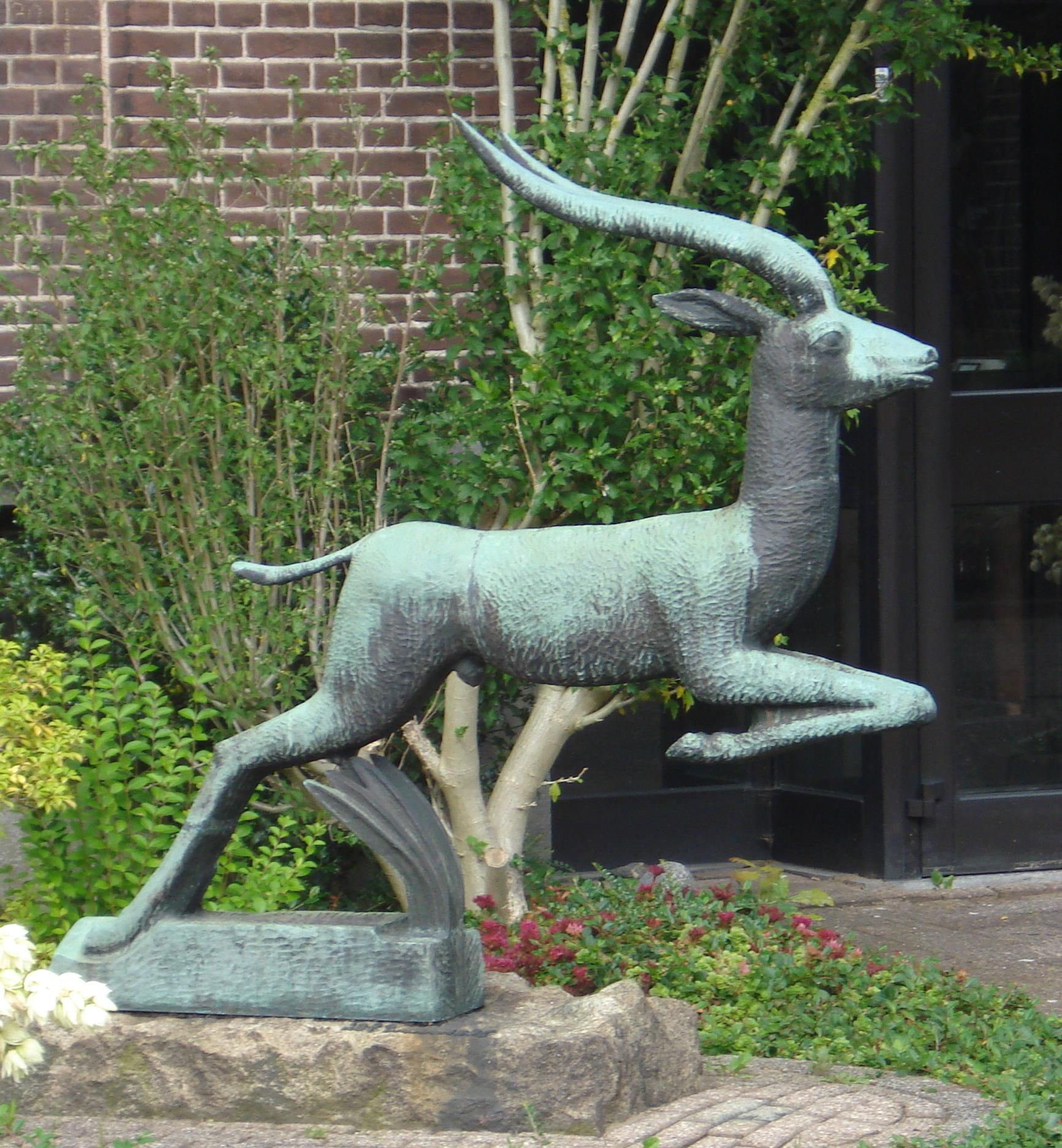
Gazelle, Dieren
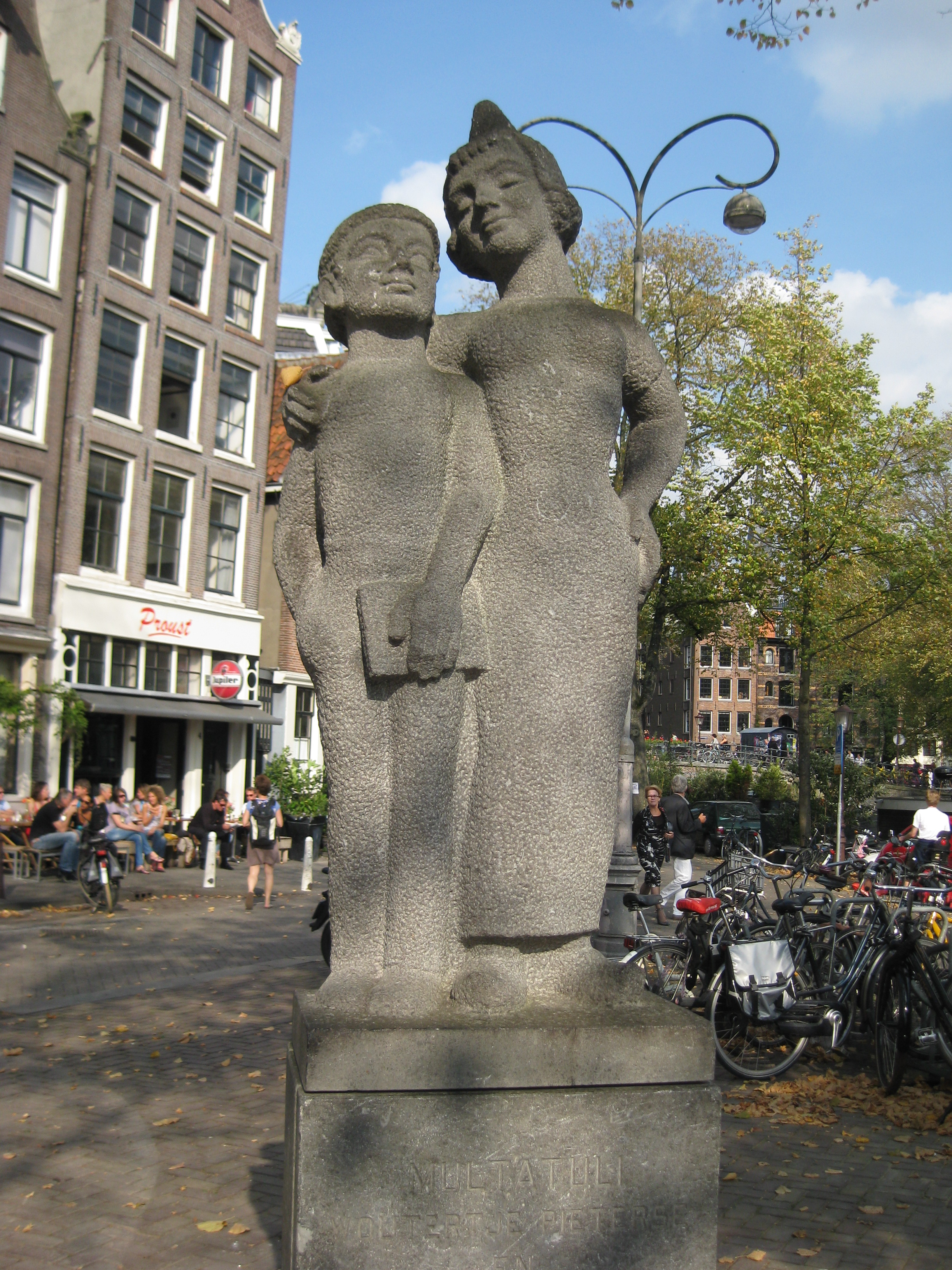
Woutertje Pieterse en Femke, Amsterdam

- Biografisch Portaal: 42459868
- International Standard Name Identifier: 0000 0000 3153 8277
- Library of Congress Control Number: n95082012
- RKD-Nederlands Instituut voor Kunstgeschiedenis: 72462
- Virtual International Authority File: 54736303
- WorldCat: E39PBJvd9cR4QTb9QPrKxB7T73